# 真如寺 (永修)
真如寺，又称云居禅院、龙昌禅院、真如禅寺，位于江西省九江市永修县云居山上，汉族地区佛教全国重点寺院之一。

## 简介
真如寺始建于唐宪宗元和年间，初名为云居禅院。道容建寺后，与弟子全庆、全诲等在此护寺。唐僖宗中和三年(883年)，道膺禅师应邀住持，此寺逐渐闻名天下。僖宗赐寺名为“龙昌禅院”，提倡曹洞宗。
北宋大中祥符年间，宋真宗改名为“真如禅寺”。明神宗万历二十年（1592年），北京万佛堂住持洪断和尚到云居山重建真如寺。后又毁于中日战争。1953年，释虚云主持重建佛寺。1957年，为江西省文物保护单位。2006年，被列入第六批全国重点文物保护单位。
2015年4月2日，原全国人大常委会委员长吴邦国携夫人等在江西省部分领导陪同下，来到真如禅寺视察，该寺方丈释纯闻代表常住接待。吴邦国及夫人瞻仰了释虚云的舍利。
- 道膺禪師塔
- 顓愚和尚全身法塔
- 晦山戒顯禪師全身塔
- 心印禪師塔
- 心空禪師塔
- 虛雲禪師塔院